# Dicranomyia (Zelandoglochina) cubitalis
Dicranomyia (Zelandoglochina) cubitalis is een tweevleugelige uit de familie steltmuggen (Limoniidae). De soort komt voor in het Australaziatisch gebied.